# Saint-Pierre-le-Vieux (Seine-Maritime)
Saint-Pierre-le-Vieux ist eine französische Gemeinde mit 188 Einwohnern (Stand: 1. Januar 2022) im Département Seine-Maritime in der Region Normandie. Sie gehört zum Arrondissement Dieppe, zum Kanton Saint-Valery-en-Caux und ist Teil des Kommunalverbands Côte d’Albâtre.

## Geographie
Saint-Pierre-le-Vieux ist ein Bauerndorf am Dun und liegt im Pays de Caux, einem zum Pariser Becken gehörendes Kreideplateau. Es liegt 31 Kilometer südwestlich von Dieppe.

### Nachbargemeinden
|                     | Le Bourg-Dun |            |
| La Chapelle-sur-Dun | Kompass      | Avremesnil |
| La Gaillarde        | La Gaillarde |            |

## Bevölkerungsentwicklung
Die Bevölkerungsanzahl ist durch Volkszählungen seit 1793 bekannt. Die Einwohnerzahlen bis 2005 werden auf der Website der École des Hautes Études en Sciences Sociales veröffentlicht.
| Jahr | Bevölkerungsanzahl |
| ---- | ------------------ |
| 1962 | 277                |
| 1968 | 267                |
| 1975 | 254                |
| 1982 | 249                |
| 1990 | 203                |
| 1999 | 203                |
| 2006 | 219                |
| 2015 | 199                |

## Sehenswürdigkeiten

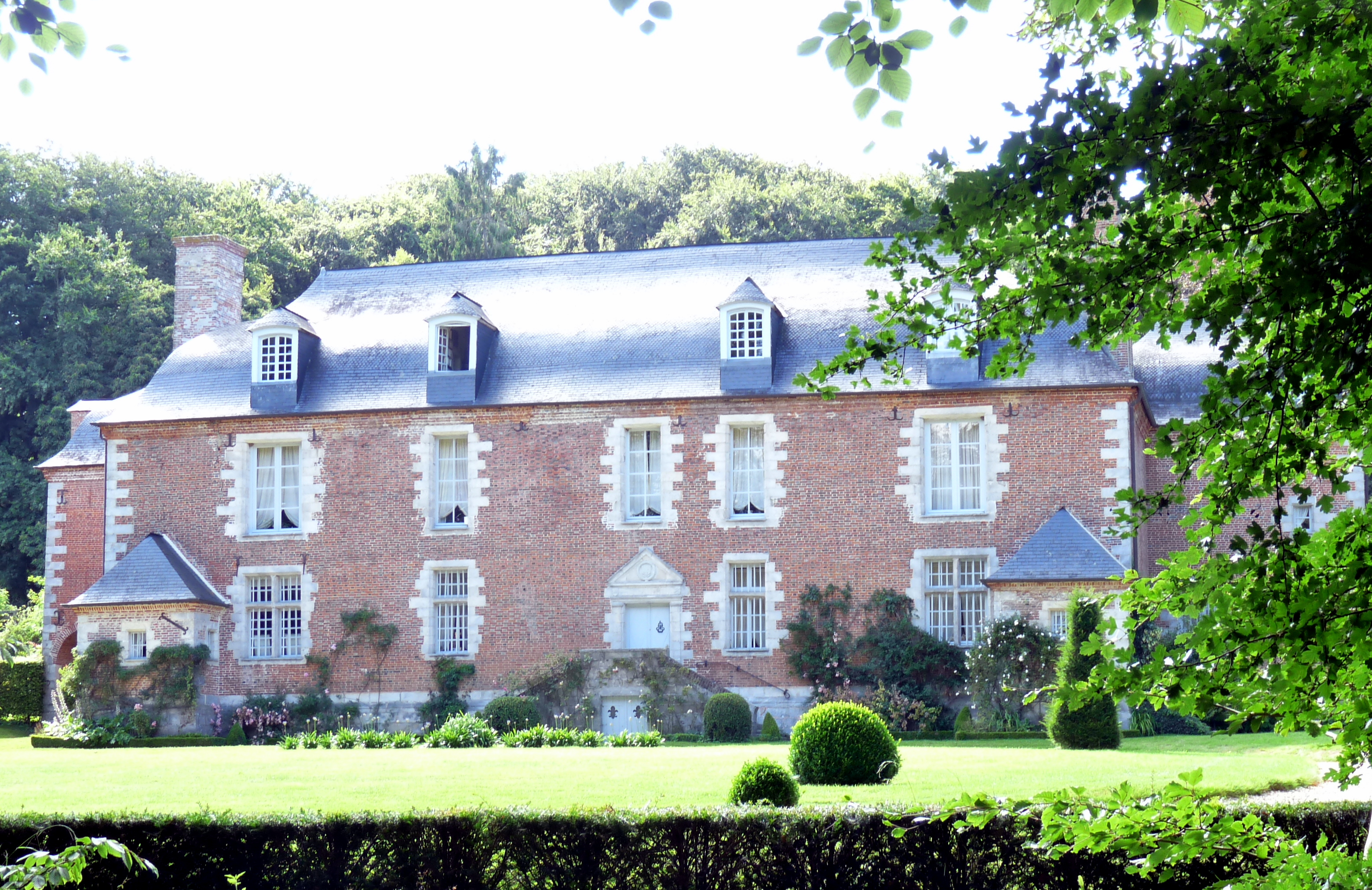
Château d’Herbouville
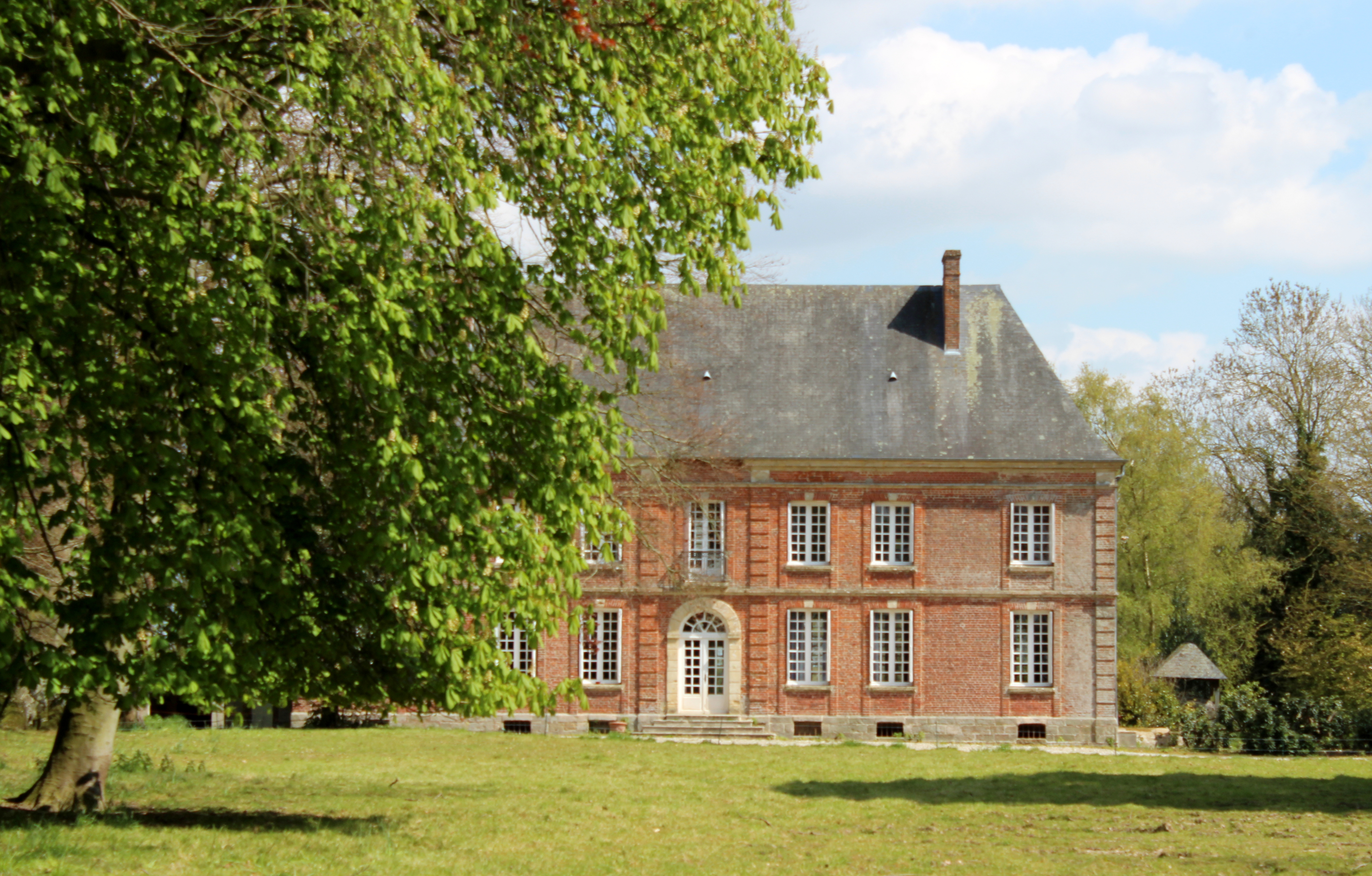
Château de Bosc-le-Comte

In der Gemeinde gibt es zwei Objekte, die als Monument historique eingestuft sind:
- das Château d’Herbouville, ein Schloss aus dem 17. Jahrhundert. Die Fassaden und Dächer wurden am 28. Juli 1972 eingeschrieben und das Schloss in seiner Gesamtheit, die Nebengebäude, die Umzäunung, der Haupthof und der Garten am 11. Mai 2005.[4]
- das Château de Bosc-le-Comte, ein Schloss, eingeschrieben am 23. Juli 1970.[5]

Weitere Sehenswürdigkeiten sind die Pfarrkirche Saint-Pierre und das Schloss Château de la Sainte-Trinité.